# Суперзаряд
У теоретичній фізиці суперзаряд — генератор трансформацій суперсиметрії.
Суперзаряд, що позначається символом Q, є оператором, який перетворює бозони в ферміони і навпаки. Так як оператор суперзаряда змінює частинку зі спіном ½ на частинку зі спіном 1 або 0, суперзаряд сам є спінором, що переносить ½ одиниць спина.

## Перестановка
Суперзаряд описується супер-Пуанкаре алгеброю.
Суперзаряд можна міняти місцями без зміни резуальтата з оператором гамільтоніана:
[ Q, H ] = 0